# Бюджетний моніторинг
Бюджетний моніторинг  (англ. : Budget monitoring)— процес збору та аналізу даних про видатки та показники виконання бюджетної програми, що досягаються в ході її реалізації.
Бюджетний моніторинг є одним з механізмів бюджетної підзвітності та зниження рівня корупції.

## Опис
Моніторинг та оцінка є інструментами , що дозволяють отримати необхідні дані для ефективного управління програмою як у поточному році, так і у середньостроковій перспективі. Результати оцінки бюджетних програм відображають ступінь досягнення мети програми та ефективності витрачання бюджетних коштів. Це є підставою для прийняття рішення про продовження реалізації програми у наступних роках, її удосконалення або призупинення.
Бюджетний моніторинг можуть здійснювати уповноважені державні органи та недержавні організації (НГО, аналітичні центри)
Громадські організації здійснюють зовнішній незалежний громадський бюджетний моніторинг.

### Громадський бюджетний моніторинг
Результатом такого моніторингу є адвокація прийняття змін у політиці на місцевому та державному рівні.
Проведення громадськими організаціями бюджетного моніторингу[недоступне посилання з травня 2019] сприяє зростанню бюджетної прозорості.

### Етапи підготовки моніторингу
Розробка системи моніторингу починається зі з’ясування таких питань: 
- що саме необхідно знати про програму;

- чому саме ця інформація важлива;

- яким чином і хто використовуватиме отриману інформацію;

- засоби систематизації та подання інформації.

Потім необхідно підготувати форми для збору інформації, передбачити методику обробки та аналізу одержуваної інформації,а також планування процедур подальшого використання отрима;
них даних.
Надалі визначаються:
- показники виконання програми;

- методи і джерела збору даних;

- періодичність проведення моніторингу;

- відповідальні за проведення моніторингу;

- витрати на проведення моніторингу.

На відміну від ревізії, перевірки чи аудиту, що здійснюються уповноваженими органами, моніторинг не є разовим контрольним заходом, який здійснюється, у певний проміжок часу. Про проведення моніторингу підконтрольний об'єкт не повідомляється, за його результатами не складається акт, довідка чи будь-який інший документ.
Бюджетний моніторинг концентрує увагу на існуючих та потенційних проблемах впровадження програми, та, за необхідності, стимулює розробку заходів задля виправлення ситуації.

## Приклади проведення успішного моніторингу бюджету в Україні
- Проект ""Громадський моніторинг формування, виконання та звітування місцевих бюджетів Львівської області" 2013-2014 роки

Інформація про проєкт та всі матеріали за адресою: www.lvivbudget.blogspot.com/ 
Опис проєкту: здійснити громадський та експертний моніторинг бюджетного процесу у малих містах обласного значення Львівської області (Борислав, Дрогобич, Моршин, Новий розділ, Самбір, Стрий, Трускавець, Червоноград та місто Львів, як обласний центр) з метою оцінки ефективності використання бюджетних ресурсів, результативності запровадження програмно-цільового методу бюджетування та розроблення методики громадського моніторингу оцінки ефективності місцевих бюджетів. Провести широке громадське обговорення отриманих результатів та сформувати пакет пропозицій і рекомендацій по вирішенню визначених недоліків. Проєкт реалізується за підтримки Міжнародного фонду "Відродження"
Заходи проєкту: 3 публічні заходи із громадськістю, науковими експертами та владою (круглі столи, семінари, презентації); видання інформаційно-аналітичних матеріалів; створення інформаційної пам’ятки «Знай і розумій, як формується та виконується бюджет району, міста та села, як ти можеш вплинути на цей процес»; акція: "Вуличний форум".  
- Бюджетний моніторинг Інституту бюджету та соціально-економічних досліджень[3].

Опис проєкту: Щоквартальне видання, яке містить поглиблений аналіз бюджетних та макроекономічних показників України, зокрема в частині виконання зведеного, державного та місцевих бюджетів за відповідний період.
Готується за звітними даними Державного казначейства України та Державного комітету статистики України. Видається українською та англійською мовами накладом відповідно 500 та 300 примірників. 
- Проєкт «Впровадження системи громадського моніторингу бюджетного процесу в Полтавській області» Полтавського агентства розвитку територій - 2009 рік[4]

Опис проєкту: Створення та впровадження на базі двох пілотних міст - Миргороду та Кобеляк, системи громадського моніторингу бюджетних програм з метою покращення якості послуг, що надаються за рахунок місцевого бюджету. Розробка та публікація інформаційних буклетів "Стисло про бюджет" та "Моніторинг виконання пріоритетних бюджетних програм міста". Проведення громадських слухань "Пріоритети бюджетної політики міста. Бюджетні програми". Розробка та лобіювання нормативно-правових актів "Положення про залучення громадськості до управління бюджетом м. Миргород [Архівовано 22 лютого 2017 у Wayback Machine.]" та "Положення про моніторинг та оцінку бюджетних програм м. Кобеляки". Керівник проєкту - Вадим Штефан [Архівовано 27 квітня 2011 у Wayback Machine.].
- Проєкт моніторингу бюджету Дніпровської міської ради[6] .

Опис проєкту: Моніторинг проводився громадською організацією «Інститут суспільних досліджень» за
підтримки Міжнародного фонду "Відродження" з 15 січня 2009 по 15 лютого 2010 р.
Метою громадського моніторингу є залучення об’єднань громадян до визначення пріоритетів
розвитку міста; отримання уявлення про те, як органи місцевого самоврядування дотримуються засад
бюджетного процесу, зокрема принципів цільового використання, публічності, прозорості та
ефективності.
Предметом моніторингу є видатки бюджету міста Дніпра у гуманітарній сфері.
Завданням громадського моніторингу є аналіз дотримання принципів місцевого бюджетного
процесу у гуманітарній сфері – прозорості, цільового використання та ефективності, а саме:
- визначення інформаційної відкритості органів місцевого самоврядування міста
Дніпра в процесі прийняття та виконання місцевого бюджету;
- аналіз плану та його виконання у частині видатків на гуманітарну сферу за 2009 р.;
- визначення ефективності виконання місцевого бюджету у гуманітарній сфері – досягнення
запланованих цілей при залученні мінімального обсягу бюджетних коштів.
Об’єктом моніторингу є Дніпровська міська рада. Керівник проєкту: Владислав Грибовський.
- Проєкт "Прибуткова частина місцевих бюджетів - сфера впливу громадськості[7]"

Опис проєкту: Здійснення моніторингу доходної частини бюджету в Роменському, Лебединському та Глухівському районах Сумської області. Розробка та видання методичних посібників "Методологія громадського моніторингу доходної частини місцевого бюджету" та "Доходна частина місцевих бюджетів - сфера впливу громадськості". Розповсюдження досвіду аналітичної роботи для надання громадськості інструменту впливу на органи влади та ефективного управління фінансовими ресурсами територіальної громади.
Організація: Обласне об'єднання громадян "Усвідомлений вибір народу"
Керівник проєкту: Дронік Світлана Василівна
- Інтернет-проєкт "Наші гроші" [8]"

Взимку 2011 року Українсько-польський журналістський клуб започаткував постійний моніторинг державних закупівель. Для цього було створено вебсайт “Наші гроші”, на якому з’являються повідомлення про тендери, що, на думку ініціаторів вебресурсу, варті більш прискіпливої уваги ЗМІ. Проєкт “Державні тендери. Крок до прозорості” підтримує програма “Засоби масової інформації” Міжнародного фонду “Відродження”.
Учасниками проєкту є журналісти кількох видань. Головна його мета – допомогти колегам із різних ЗМІ отримати концентровану інформацію з повідомлень “Вісника державних закупівель”, де оприлюднюють близько 1500 повідомлень щотижня.
Сайт дає можливість дізнатися про власників фірм-переможців, а також ознайомитися зі щотижневим рейтингом структур, які найчастіше перемагають у державних тендерах.
Керівник проєкту: Шалайський Олексій Степанович

## Інтернет-моніторинг
З розвитком інтернет-технологій бюджетний моніторинг можна здійснювати шляхом вивчення інформації сайтів міських рад.
У зв'язку з цим вивчається зацікавленість цільової аудиторії - мешканців міст через ступінь зацікавленості місцевими бюджетами у мережі Інтернет.
У статистиці запитів теми «Бюджет» серед місцевих бюджетів беззастережне лідерство має запит «Бюджет Києва» - 2383 запиту в адресних рядках двох розвідувачів. Загальна кількість запитів по цій позиції перевищує статистику запитів «Бюджет» - Харкова, Дніпра, Донецька та Одеси разом узятих. На другому місці серед бюджетів українських міст - Бюджет Донецька - 591 запит. Зовсім трохи відставав Дніпр - 588 голосів (3 місце). Справедливості заради слід зауважити, що Бюджет Харкова, за версією Google цікавив користувачів мережі більше, ніж бюджет Дніпра і Донецька - 390 запитів проти 260 і 260 відповідно.
Серед інших міст за кількістю запитів лідирує Львів.
Абсолютно інша картина вимальовується за статистикою запитів «Бюджет України» - за аналізований період у різних варіантах цього запиту в цілому по двох пошукачам було задано запитів понад 70 тисяч.
Відносне відсутність інтересу в пошукових запитах до місцевих бюджетів пов"язано з наступними причинами:
- Користувачі не бачать необхідності цікавитися місцевими бюджетами, тому що немає взаємозв'язку між місцевим бюджетом та їх рівнем життя.
- Користувачі не задають запит, оскільки не можуть бути впевнені в тому, що інформація про бюджет опублікована в мережі.
- Користувачі використовують інші канали інформації про бюджет.